# Alcis teneraria
Alcis teneraria är en fjärilsart som beskrevs av Jacob Hübner 1808. Alcis teneraria ingår i släktet Alcis och familjen mätare. Inga underarter finns listade i Catalogue of Life.